# Cassano d'Adda
Cassano d'Adda är en ort och kommun i storstadsregionen Milano, innan 31 december 2014 i provinsen Milano, i regionen Lombardiet i Italien. Kommunen hade 19 079 invånare (2018).